# Hotchkiss et Cie

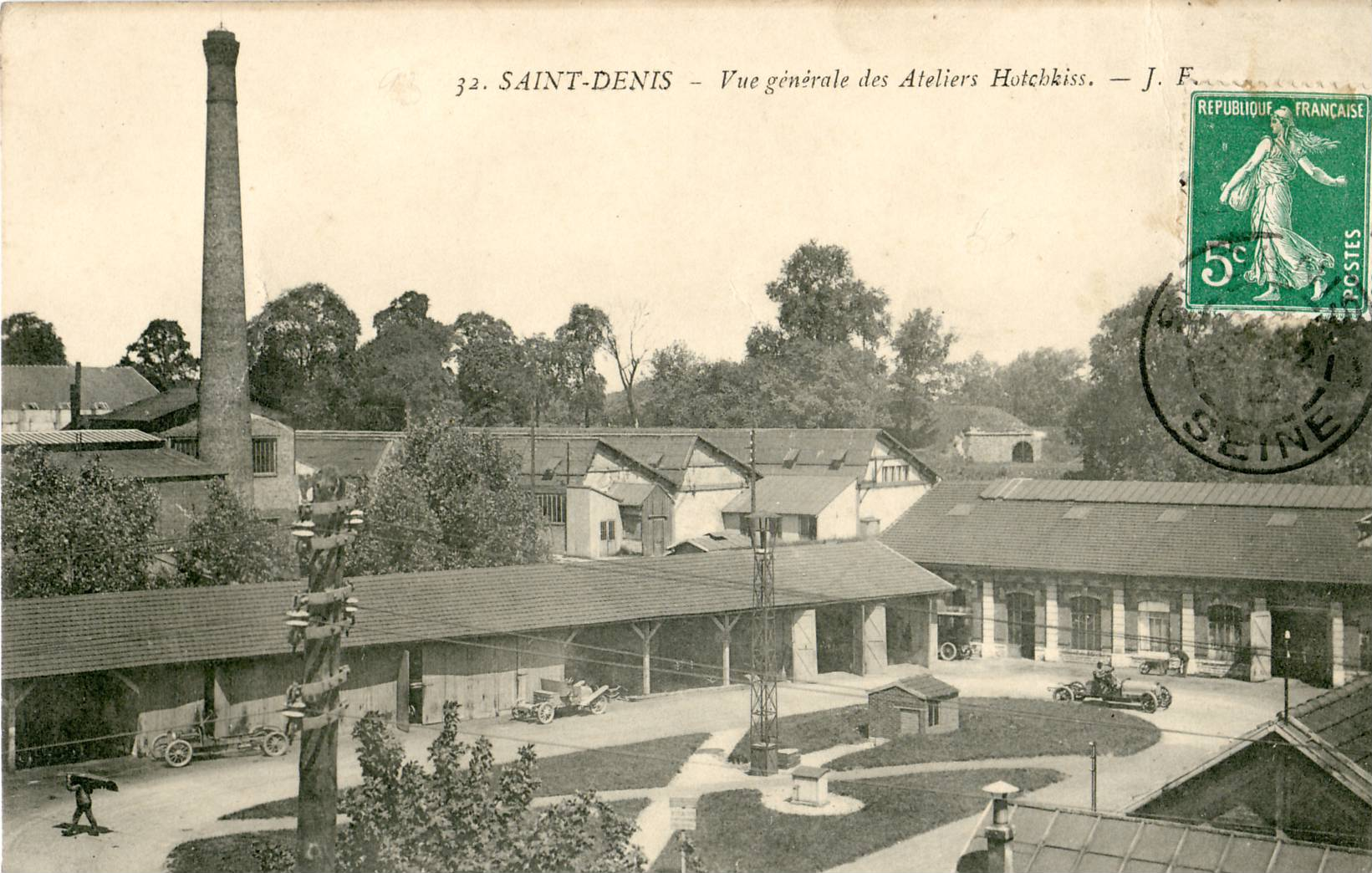
Hotchkiss in Saint-Denis Anfang des 20. Jahrhunderts

Die Société Anonyme des Anciens Etablissements Hotchkiss et Cie war ein französischer Rüstungs- und Automobilhersteller. Das vom US-amerikanischen Ingenieur Benjamin Berkeley Hotchkiss 1875 gegründete Unternehmen wurde 1956 Teil von Hotchkiss-Brandt, die in den 1960er Jahren mit der Thomson-Houston Electric Company zu Thomson-Brandt fusionierten.

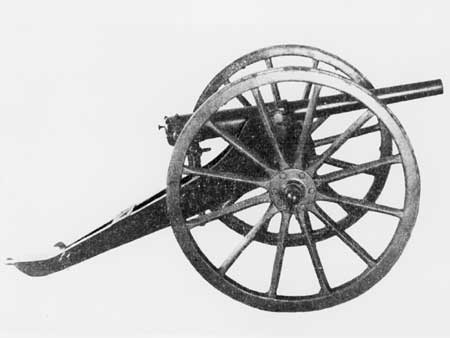
Hotchkiss 42-mm-Gebirgskanone

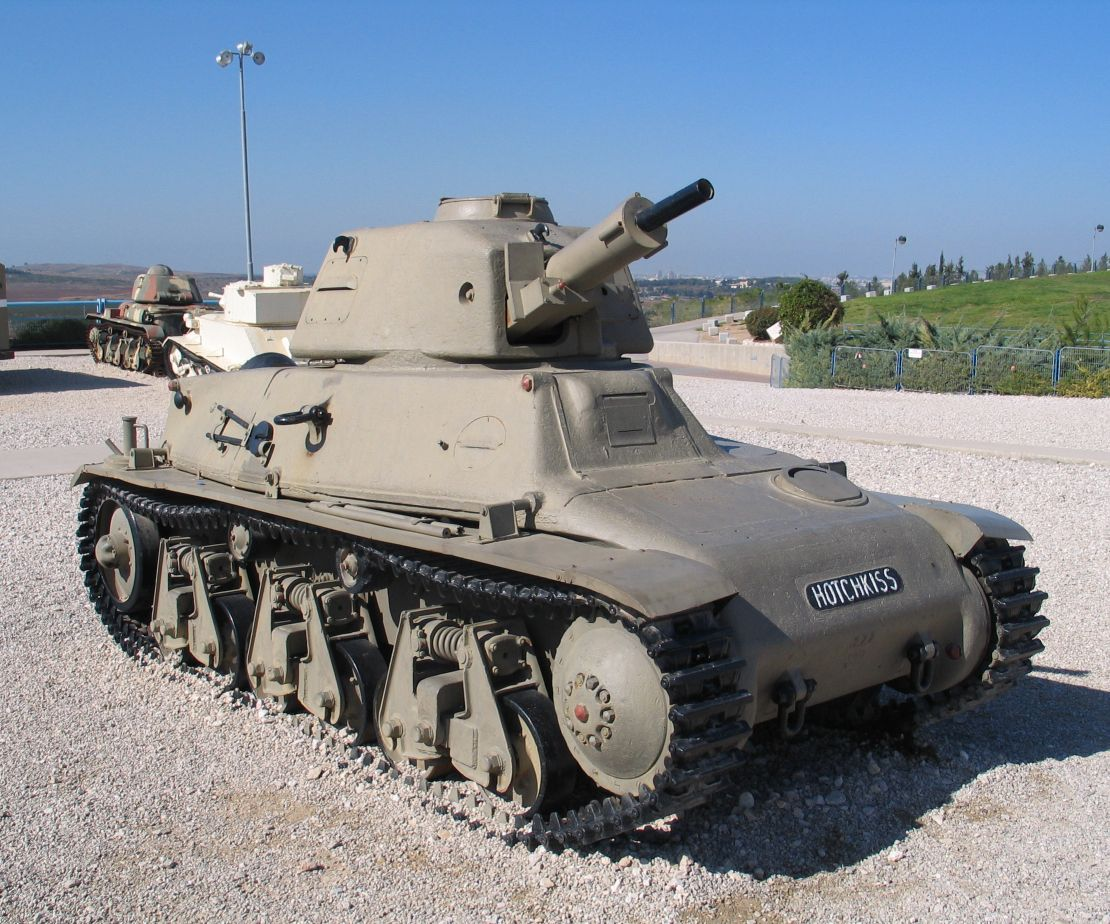
Leichter Panzer vom Typ Hotchkiss H-39

## Herstellung von Waffen
Weil Benjamin Hotchkiss in den USA niemanden von seinen Waffenerfindungen überzeugen konnte, zog er nach Frankreich und baute 1867 seine erste Fabrik in Viviez bei Rodez auf. 1885 starb der Unternehmensgründer.

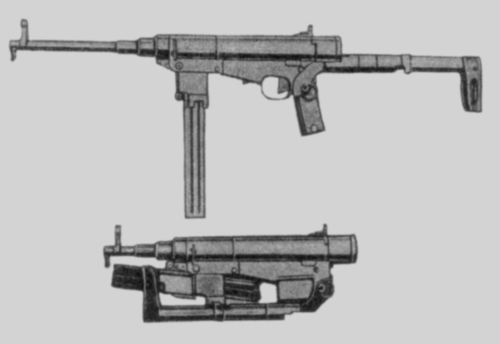
Hotchkiss Universal

Hotchkiss et Cie produzierte Waffen, die von der französischen Armee während des Deutsch-Französischen Krieges eingesetzt wurden. 1875 wurde das Werk nach St-Denis bei Paris verlegt. Ab 1877 beschaffte die US-Regierung 56 Hotchkiss-Gebirgskanonen im Kaliber 42 mm bzw. 1,65 Zoll. Ein erster Einsatz erfolgte im Oktober desselben Jahres im Nez-Percé-Krieg, ab 1879 wurden sie im Krieg gegen die Sioux unter Häuptling Sitting Bull und 1890 beim Massaker von Wounded Knee eingesetzt. Ein Beispiel für die Leistungen des Unternehmens war die 1873 entwickelte Hotchkiss-Revolverkanone. Diese mit einer Handkurbel angetriebene Revolverkanone verfügte über fünf Läufe und konnte pro Minute 60 bis 80 Granaten verschießen. Die Reichweite betrug eine Meile, etwa 1,6 Kilometer. Sie wurde in vier Kalibern von 37 mm bis 57 mm angeboten; letztere für Schiffsgeschütze. Hotchkiss zählt zu den frühen Herstellern von automatischen Maschinengewehren. Sein MG wurde zuerst 1892 hergestellt, ab 1897 von der französischen Armee übernommen und in seiner verbesserten Form als Hotchkiss M1914-Maschinengewehr eingesetzt. Im Zusammenhang mit der Weltausstellung 1900 stellte Hotchkiss eine Reihe von Geschützen vor, wobei in einer Information von 400 Mitarbeitern und 600 maschinellen Werkzeugen in der Fabrik in St-Denis die Rede war. In den Folgejahren lieferte Hotchkiss etwa 10.000 Kanonen und 4 Millionen Patronen an die französische Marine.

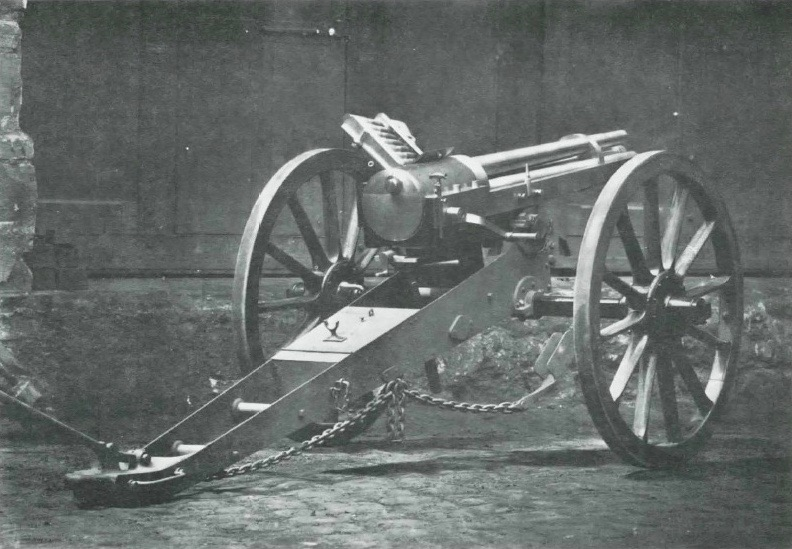
Hotchkiss-Revolverkanone von 1874

In den 1930er Jahren beteiligte sich Hotchkiss zusammen mit Laffly an der Entwicklung eines Allradantriebs für Militärfahrzeuge. Aus dieser Zusammenarbeit entstand eine Reihe von Militärfahrzeugen, die in verschiedenen Versionen als Krankentransporter, Tankwagen, Aufklärungsfahrzeug und für eine Vielzahl weiterer Verwendungszwecke unter der Bezeichnung Laffly-Hotchkiss verkauft wurden. Namentlich handelt es sich um die Modelle Hotchkiss W 15 T, Hotchkiss W 15 R und Hotchkiss S 20 TL. 1933 entwickelte die Firma den Kampfpanzer Hotchkiss H-35, aus dem später der Hotchkiss H-39 entstand. Sie wurden bei den leichten gepanzerten Divisionen (Division légere mécanique) eingesetzt.

## Automobilbau

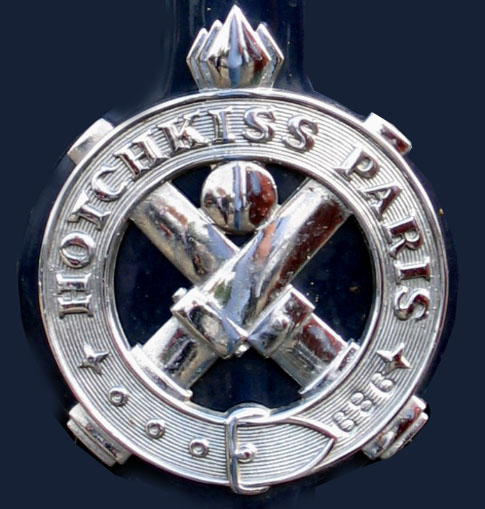
Firmenlogo mit gekreuzten Kanonen

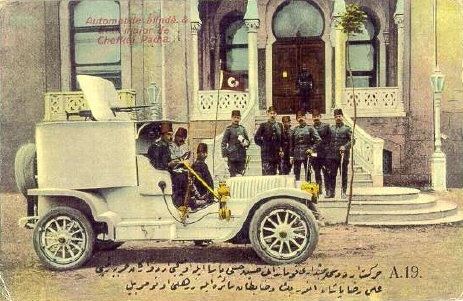
Hotchkiss Automitrailleuse, in der Türkei (1909).

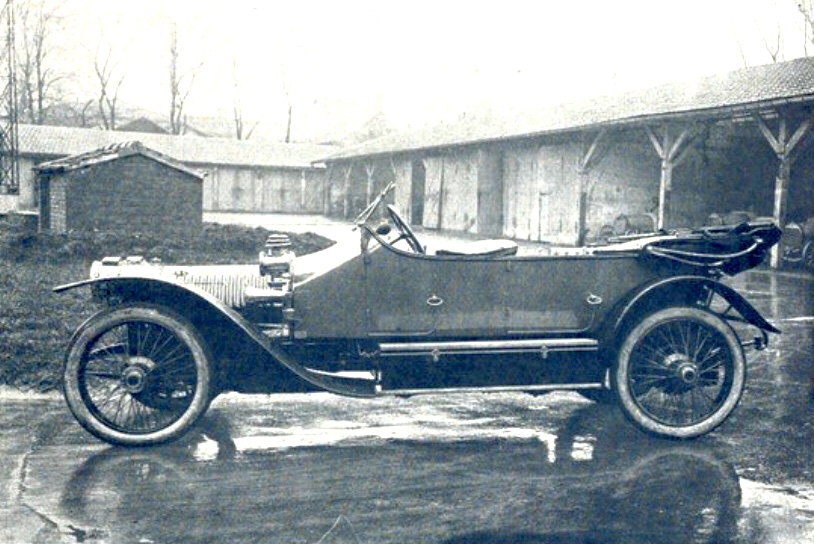
Hotchkiss AG 12/16 HP um 1912

Infolge ausbleibender Gewinne zu Beginn des 20. Jahrhunderts begann das Unternehmen seinen Einstieg in den Automobilbau. Erste Aufträge zur Fertigung von Kurbelwellen für Panhard & Levassor, De Dion-Bouton und andere Automobilhersteller gingen ein. Durch die Händler Mann and Overton in London und Fournier in Paris ermutigt, entschied sich Hotchkiss, eigene Fahrzeuge zu bauen. Eine Mercedes-Simplex wurde als Vorlage gekauft und der zuvor bei Mors tätige Georges Terrasse wurde als Konstrukteur angeworben. Das Zeichen der Marke bestand aus einem Paar gekreuzter Kanonenrohre.
Das erste Auto von Hotchkiss war 1903 ein Vierzylindermodell mit 13 kW/17 PS Leistung. Es folgte das Modell C mit 40 PS, dessen Motor dem des Mercedes Simplex stark ähnelte, allerdings wurden, wo immer es möglich war, Kugellager anstelle von Gleitlagern verwendet. Für das Städterennen Paris – Madrid wurden zwei Wettbewerbsfahrzeuge angemeldet, die jedoch nicht rechtzeitig fertiggestellt werden konnten. Im Folgejahr traten drei Hotchkiss mit je 100 PS zum Gordon-Bennet-Coup an, wobei an dem von Amblard gesteuerten Fahrzeug bei voller Fahrt die Hinterachse brach und der Wagen schrottreif im Graben landete. Beim Ardennenrennen von 1904 fuhr Le Blon einen Rundenschnitt von über 100 km/h und erreichte in dem sieben Stunden dauernden Wettbewerb einen fünften Platz hinter zwei Panhard & Levassor, einem Clément-Bayard und einem Gobron-Brillié, noch vor den Mercedes, Fiat und De Dietrich. 1906 erreichte der amerikanische Amateurfahrer Shepard einen vierten Platz am ersten Tag des Grand Prix, doch musste er wegen Radbruchs aufgeben. Obwohl diese Rennerfolge für Hotchkiss, wie für jede andere Marke dieser Zeit, wertvolle Werbung bedeuteten, beschloss man in St-Denis, nicht weiter an Rennen teilzunehmen, da sie zu viel Geld kosteten. Die Hotchkiss-Fahrzeuge zeichneten sich durch große Solidität und Qualität aus. Während die Rennwagen der Wettbewerber noch Kettenantrieb bevorzugten, besaßen Hotchkiss-Tourenwagen einen Kardanantrieb. 1907 folgten die Sechszylindermodelle L und O. Das Modell L verfügte über 30 PS Leistung. 1908 offerierte Hotchkiss das Modell V, das mit seinem T-Kopf-Motor aus einem Hubraum von fast 10 Litern 50 PS lieferte. Ein Exemplar kann heute im Museum in Compiègne besichtigt werden. Der 16/20 von 1911 hatte einen Motor vom Typ T verbaut. Der 12/16 CV Vierzylindermotor von 1912 hatte 2412 cm³ Hubraum mit 80 mm Bohrung und 120 mm Hub. Bei der Vorstellung des 30-PS-Modells X von 1910 und des etwas kleineren 2212-cm³-Typen Z endete die Ära der Kugellager. Wie die meisten Marken der Vorkriegszeit lancierte Hotchkiss eine sehr große Vielfalt von Modellen.
Ein Fabrikbrand zerstörte zunächst alle Projekte. 1906 erschien ein Sechszylindermodell. 1909 stellte Hotchkiss ein gepanzertes Militärfahrzeug unter der Bezeichnung Automitrailleuse vor, das seine Bewaffnung am Heck trug. Während des Ersten Weltkrieges produzierte Hotchkiss Teile und Waffen der neuen Panzerwaffe. Da im Verlauf des Ersten Weltkrieges befürchtet wurde, Paris könnte von den deutschen Truppen eingenommen werden, wurde im englischen Coventry ein Werk errichtet. Nach dem Krieg unternahm man in der britischen Niederlassung 1920 Versuche, Morris-Chassis zum Hotchkiss umzurüsten, beließ es dann aber bei der Herstellung von Motoren für BSA, Gilchrist und Morris, bevor Morris diese Fabrik 1923 übernahm. Es entstand lediglich ein Prototyp. Der Geschäftsführer des Werks Coventry, Henry Mann Ainsworth, wurde Geschäftsführer des Haupthauses in St. Denis, A. H. Wilde Chefkonstrukteur der Autosparte von Hotchkiss.

## Zwischen den Kriegen
| Modell Type | Leistung | Zylinder | Bohrung | Hub    | Hubraum   |
| ----------- | -------- | -------- | ------- | ------ | --------- |
| AD          | 20/30 HP | 4        | 110 mm  | 150 mm | 5.701 cm³ |
| AD6         | 20/30 HP | 6        | 95 mm   | 130 mm | 5.528 cm³ |
| AF          | 18/22 HP | 4        | 95 mm   | 140 mm | 3.969 cm³ |
| AG          | 12/16 HP | 4        | 80 mm   | 130 mm | 2.613 cm³ |
| AH          | HP       |          | mm      | mm     | cm³       |
| AK          | HP       |          | mm      | mm     | cm³       |
| AL          | HP       |          | mm      | mm     | cm³       |
| AM          | HP       |          | mm      | mm     | cm³       |

In Frankreich begann man nach dem Krieg 1919 zunächst mit der Produktion der Vorkriegsmodelle AD, AD6, AF und AG. Der AF20CV war ein 4-Liter-Vierzylindermodell, das über einen seitengesteuerten Monoblockmotor verfügte, etwa 37 kW/50 PS Leistung lieferte und bereits 1914 entwickelt worden war. Dies ließ sich zum Beispiel am festen Zylinderkopf mit Sackzylindern und der auf das Getriebe wirkenden Fußbremse erkennen. Die Kraft wurde über eine offene Kardanwelle auf das Differential übertragen, wobei Drehmoment und Schubkräfte nach dem Hotchkiss-System von den Blattfedern der Hinterachse aufgenommen wurden. Mit dem Typ AH führte Hotchkiss die Cantilever-Federung hinten und den Kardanantrieb im Schubrohr ein. Die sportlichere Version des AH erhielt die Bezeichnung AL und hatte einen OHV-Motor, der 44 kW/60 PS entwickelte und den 1800 kg schweren Tourenwagen auf ca. 85 km/h beschleunigte. Als erste Neukonstruktion in der Nachkriegszeit entstand unter der Ägide des Chefkonstrukteurs Terrasse ein Luxusauto, das AK hieß und mit einem Motor von 6,6 Litern Hubraum versehen war. Die obenliegende Nockenwelle wurde durch eine Königswelle an der Stirnseite angetrieben und betätigte über Schlepphebel zwei Ventile pro Zylinder sowie die Doppelzündung mit Magnet und Spule. Der schwarz emaillierte Motor entfaltete bei 2200/min 79 kW/107 PS und bei 3000/min 96 kW/130 PS. Dabei setzte Hotchkiss erstmals eine kreuzförmige Verstrebung der Chassislängsträger ein. Vorne kamen Halbelliptik-, hinten Cantilever-Federn zum Einsatz. Die Bremsanlage mit großen gerippten Trommeln, die über einen Servomotor betätigt wurden, stammte von Perrot. Nachdem das Luxusgefährt auf dem Pariser Autosalon und in London vorgestellt wurde, erkannte Hotchkiss die Schwierigkeit, mit Hispano-Suiza und Rolls-Royce zu konkurrieren, und verzichtete auf den Bau.
Zwischen 1923 und 1928 wurde ein überarbeiteter Typ AM als einziges Modell gefertigt. Es hatte einen 2,4-Liter-Vierzylinder-Reihenmotor und war das erfolgreichste Modell des Unternehmens. In der Ausführung von 1926 erhielt es einen Motor mit im Zylinderkopf hängenden, über Stoßstangen betätigten Ventilen. Im gleichen Jahr konnte Hotchkiss die neue Fabrik am Boulevard Ornano beziehen. Sein Nachfolger wurde 1928 das 3-Liter-Sechszylindermodell AM 80. Auch dessen Motor hatte stoßstangenbetätigte, hängende Ventile, eine siebenfach gelagerte Kurbelwelle mit Schwingungsdämpfer und war über Silentblöcke mit dem Chassis verbunden. Er lieferte 51 kW/70 PS. Mit einem AM 80 gelang es einem Amateurfahrerteam in 16 Tagen 33 neue Klassenrekorde in Montlhéry aufzustellen, woraus in der Werbung „in 16 Tagen um die Welt“ wurde.

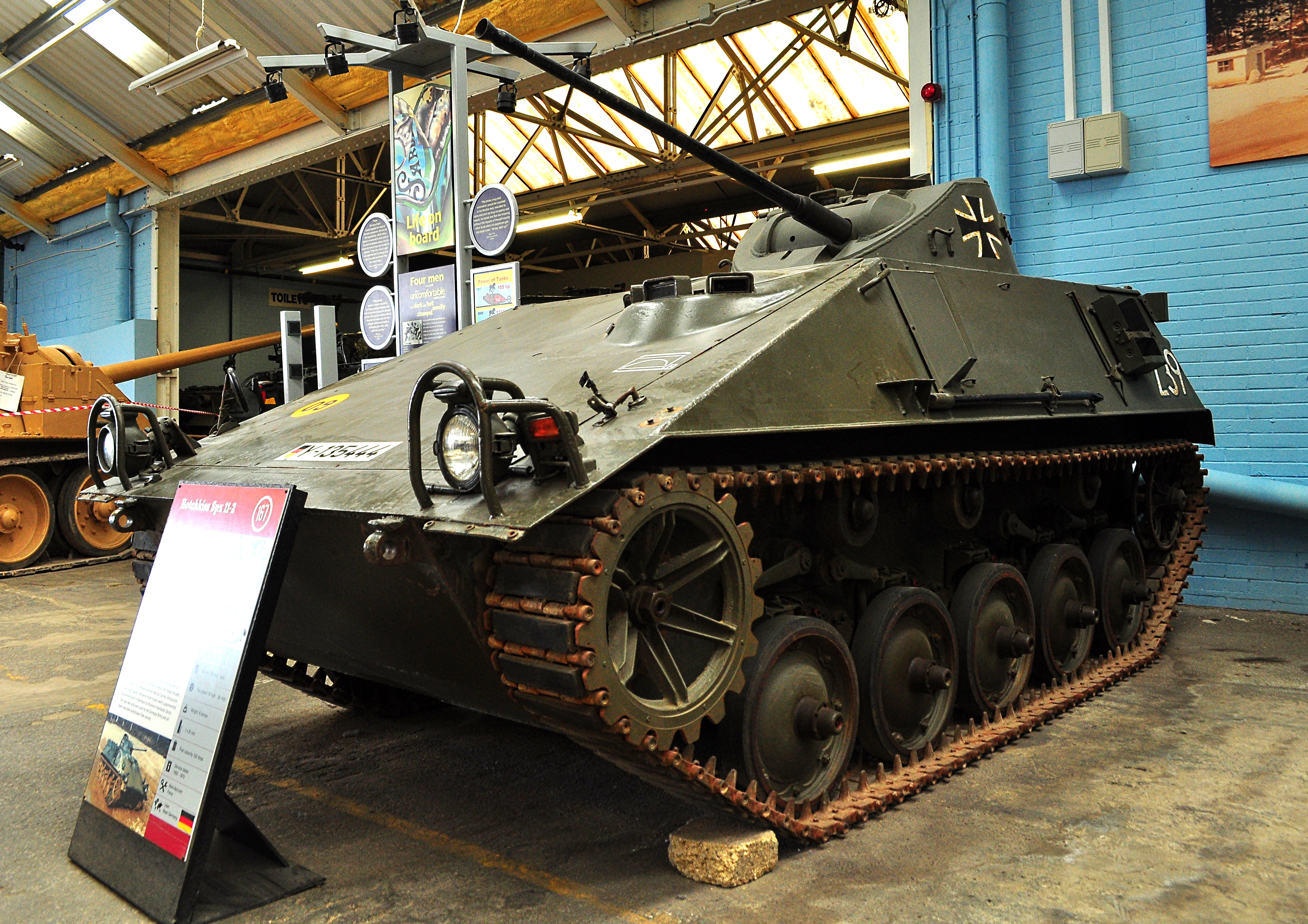
Schützenpanzer kurz bei der Bundeswehr

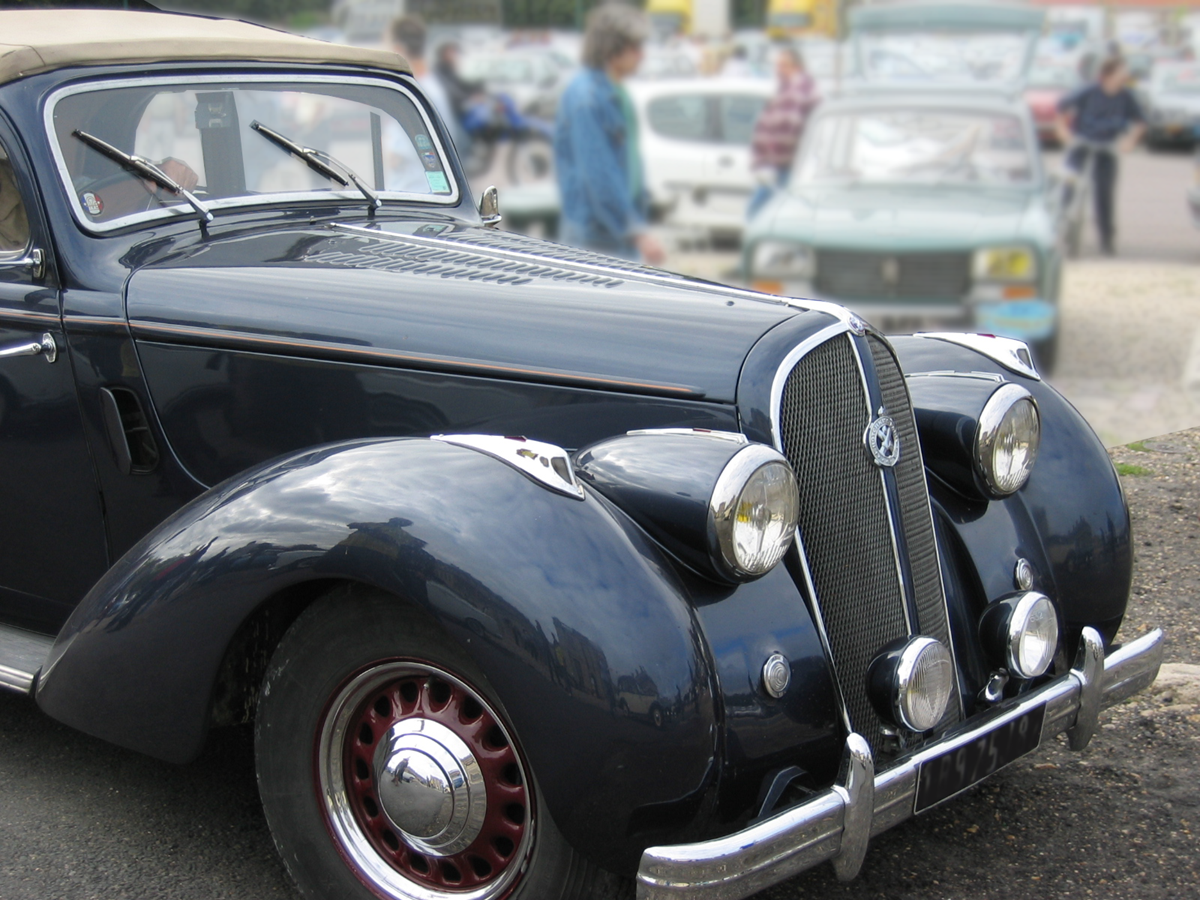
Hotchkiss Typ Grand Sport 1937

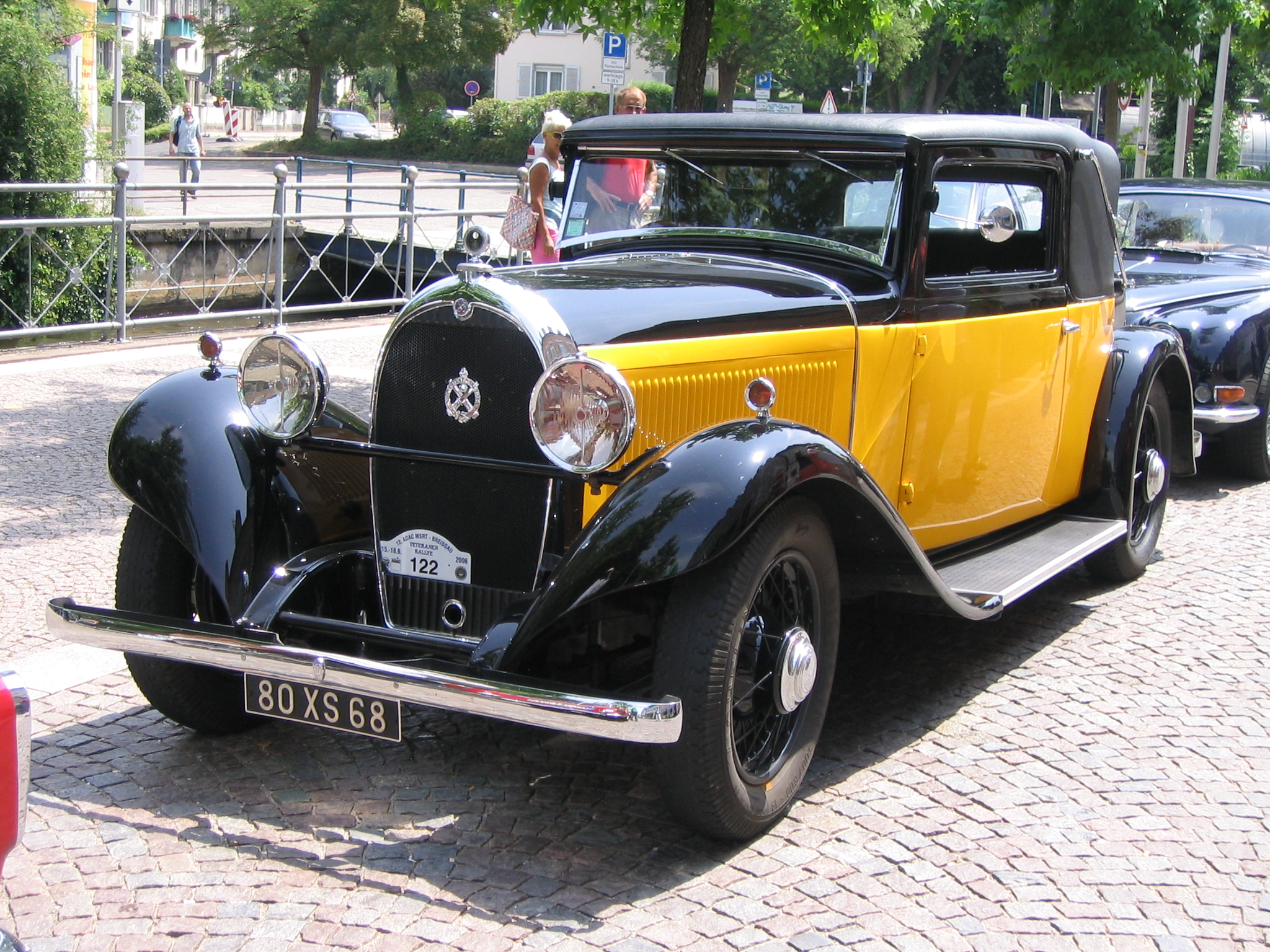
Hotchkiss AM 80S

1929 wurde eine Stahlpresse beschafft, sodass die Karosserien im eigenen Haus hergestellt werden konnten. Hotchkiss-Karosserien hatten ein Minimum an Chrom und eine betont sachliche Linienführung. Mit der Präsentation des zweiten Sechszylindermodells AM 73 im Jahr 1929 endete die Einmodellpolitik. Anlässlich des Modellwechsels des AM wurden 1933 die Modellnamen geändert: Alle Modelle erhielten eine dreistellige Zahl, deren erste Stelle für die Zylinderanzahl und die beiden folgenden für den Hubraum in französischen „Steuer-PS“ CV stand; also der 411 war ein Vierzylinder mit 11 CV, der 413 mit 13 CV und so weiter. 1936 ersetzte das Modell 636 das bisherige 620. Dieses Modell gab es auch in einer Hochleistungsversion Grand Sport, ab 1937 sogar mit Doppelvergasern als Paris-Nice. Der leistete 85 kW/115 PS bei 3500/min und hatte außer einem längeren Chassis auch ein Vierganggetriebe mit zwei synchronisierten Gängen. Der Grand Sport wurde mit eleganten Spezialkarosserien und einen Hochleistungsmotor mit 92 kW/125 PS vorgestellt und erreichte eine Spitzengeschwindigkeit von gut 160 km/h. Damit produzierte man auch wieder verschiedene erfolgreiche Rennwagen. Maurice Vasselle gewann auf einem Hotchkiss AM 80S mit 85 PS 1932 souverän gegen den Vorjahressieger Donald Healey auf Invicta die Rallye Monte Carlo. Weitere Siege bei der Rallye Monte Carlo 1932 (Brems- und Beschleunigungstests, größte zurückgelegte Distanz, beste Leistung der großen Klasse), 1933, 1934, 1939, 1949 und 1950 wurden auf Hotchkiss-Wettbewerbsfahrzeugen errungen. Bei der Internationalen Alpenfahrt 1933 erzielte Hotchkiss sogar einen Mannschaftspreis. Mademoiselle Lamberjack erreichte 1936 bei der Rallye Paris – Nizza den dritten Rang und erzielte den Sieg bei der Damen-Rallye Paris – St. Raphaël in der Klasse schwerer Fahrzeuge. Der Hotchkiss 680 war ein wichtiges Modell in dieser Epoche. Seine 3-Liter-Sechszylindermaschine leistete 59 kW/80 PS.
Als 1936 die Volksfrontregierung den Rüstungsbetrieb und die Karosseriepresse in Levallois verstaatlichte, fusionierte der verbliebene Rest von Hotchkiss im Folgejahr mit einem anderen französischen Automobilhersteller, Amilcar. Jean-Albert Grégoire wurde Konstrukteur des Unternehmens. Bei Beginn des Zweiten Weltkriegs gelang dem Geschäftsführer Henry Ainsworth die Flucht nach England, wo er die Reparatur von Militärfahrzeugen unterstützte und darüber in Kontakt zu Willys-Overland kam. Während des Krieges kam das Werk in St. Denis 1942 vorübergehend unter die Kontrolle von Peugeot.

## Nachkriegszeit
Nach dem Zweiten Weltkrieg nahm Hotchkiss 1946 die Produktion des 680, eines leichten Lkw und eines Traktors noch einmal auf und etablierte sich erneut als Motorenproduzent. Die erste Neuentwicklung nach dem Krieg war ein Vierzylindermodell mit 13 CV und 2,6 Liter Hubraum. Ab 1947 wurden die 2-Liter-Reihenvierzylinder oft als Hotchkiss-Grégoire bezeichnet. Im folgenden Jahr erwarb Hotchkiss die Rechte am Frontantrieb von Grégoire, der ab 1951 eingeführt wurde, aber die Fahrzeuge verteuerte. Ainsworth zog sich 1950 zurück, und auch Peugeot veräußerte seine Anteile an Hotchkiss.

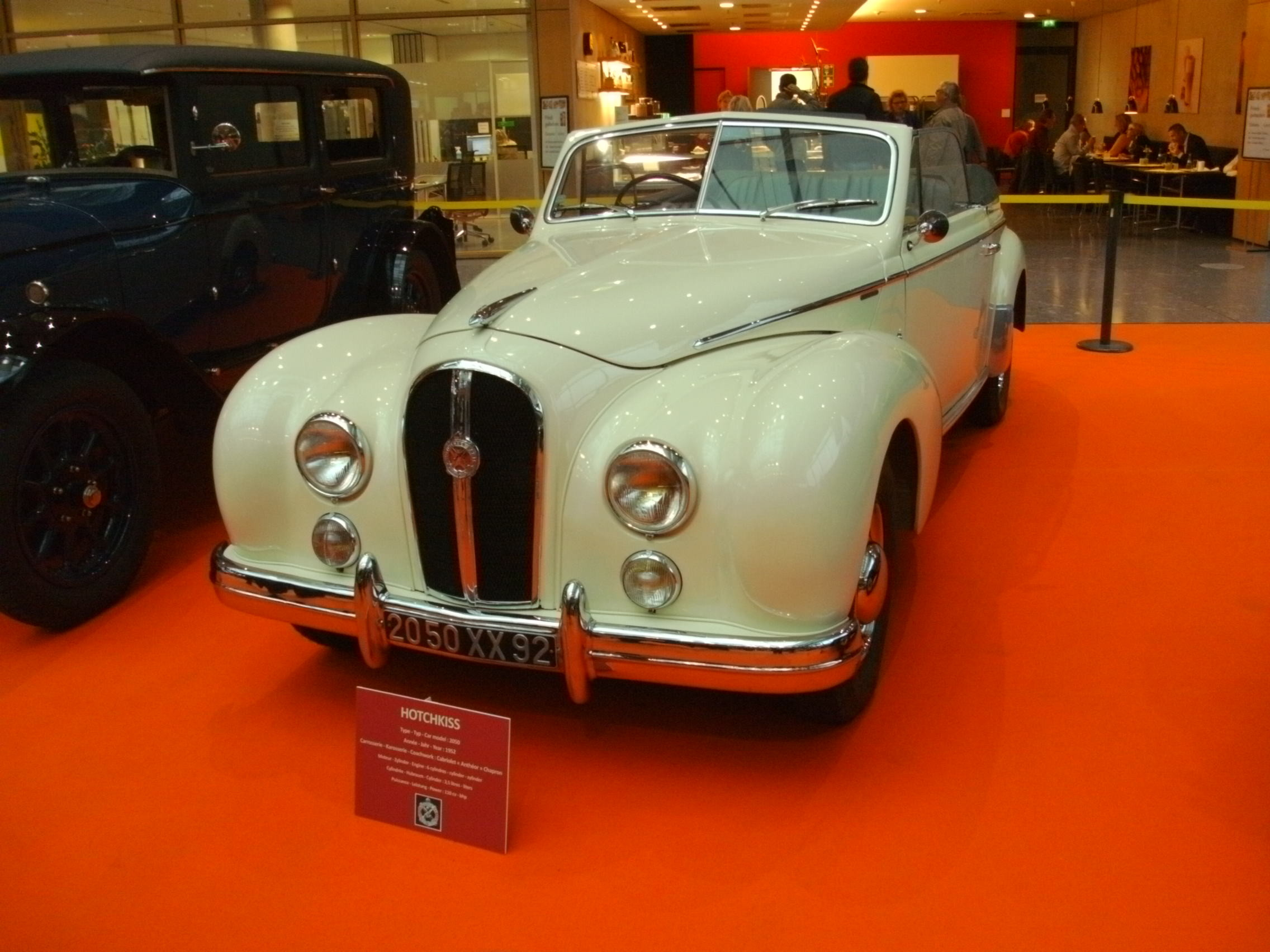
Hotchkiss Anthéor

1950 wurde eine neue Limousine unter der Bezeichnung Anjou vorgestellt, die sowohl auf dem Chassis des 1350, eines umbenannten 486, als auch auf dem 2050, ehemals 686, geliefert werden konnte. Diese wurde 1952 ergänzt um ein Cabriolet, das den Namen Anthéor erhielt. Auch ein Coupé des Hotchkiss-Grégoire war angekündigt worden, aber nachdem 1952 nicht mehr als 250 Einheiten verkauft werden konnten, ohne dass sich der Absatz verbesserte, wurde seine Produktion wieder aufgegeben. 1954 übernahm Hotchkiss den französischen Automobilhersteller Delahaye, dessen Fertigung von Luxuswagen eingestellt wurde. Einige Monate produzierte die Firma noch Lastwagen unter der Bezeichnung Hotchkiss-Delahaye, bevor der Name Delahaye komplett gestrichen wurde.

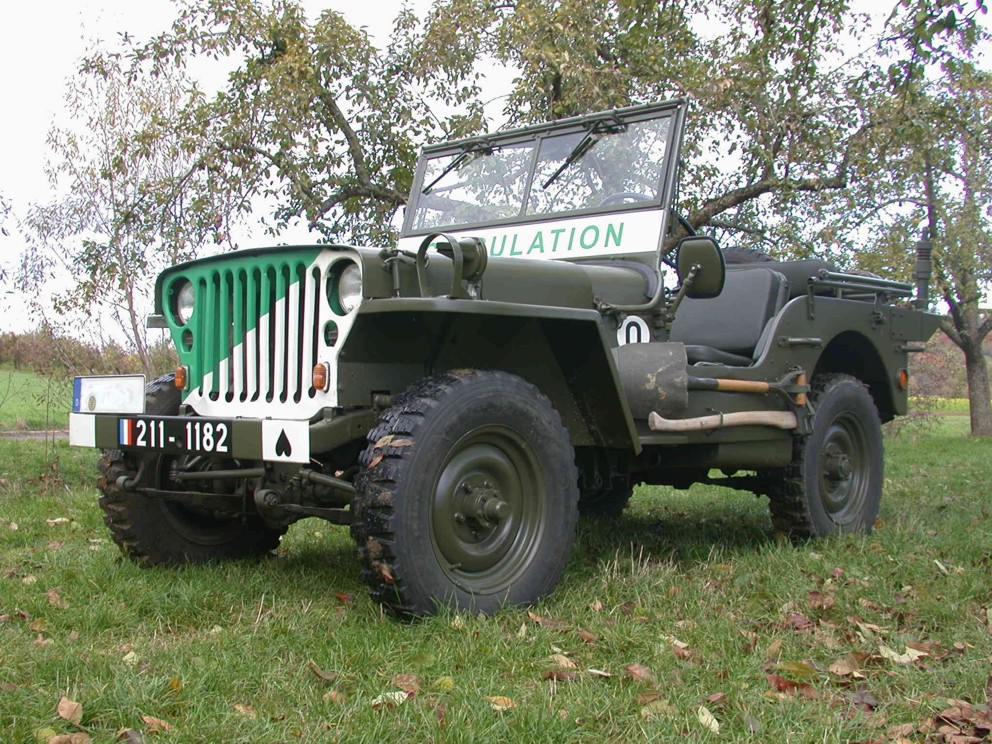
Ein Jeep Hotchkiss M201

Bereits 1952 gründete Hotchkiss ein Tochterunternehmen unter der Firma la Société Financière Industrie et Automobile, das schon bald als Willys Overland France Jeeps in Lizenz den CJ2A/3A von Willys-Overland herstellen durfte. 1954 einigte man sich mit der Kaiser Corporation, dem neuen Eigentümer von Willys-Overland, und stellte Hotchkiss-Jeeps nach dem Vorbild des überarbeiteten Modells CJ-3B unter der Bezeichnung Hotchkiss M201 her, die ursprünglich nur als Übergangslösung gedacht waren, bis der verbesserte Delahaye-Geländewagen ausgeliefert werden konnte. Die ersten Fahrzeuge wurden aus amerikanischen Bausätzen montiert, doch schon bald liefen komplette Fahrzeuge von französischen Bändern. Die französischen Jeeps verfügten aber im Unterschied zu ihren amerikanischen Vettern bereits über eine 24-Volt-Elektrik, einen verstärkten Leiterrahmen, eine verstärkte Getriebewelle und ein modifiziertes Allradgetriebe. Die französische Armee entschied sich 1955 dann letztlich für die Anschaffung des simplen, aber bewährten Hotchkiss-Jeeps, statt noch länger auf ein weiterentwickeltes Geländefahrzeug zu warten. Unter der Modellbezeichnung JH-101 wurde auch eine zivile Version angeboten.
1956 wurde Hotchkiss seinerseits übernommen, nun vom französischen Automobil- und Haushaltsgerätehersteller Société des Etablissements Brandt, der bei seinem Werk in Stains am Nordrand von Paris auch über eine Teststrecke verfügte. Das Unternehmen nannte sich dann Hotchkiss-Brandt. Bis 1966 wurden die meisten der gut 27.600 für die französische Armee gebauten Jeeps in diesem Werk bei Paris herstellt. Im gleichen Jahr begannen Frankreich, Italien und Deutschland sich über die Konstruktion eines amphibischen Kommando- und Verbindungswagens (VCL, véhicule de commandment et de liaison) als Nachfolger des französischen M201, des italienischen Fiat Campagnola und des deutschen DKW Munga Gedanken zu machen. An diesem Projekt, das häufig auch einfach als Europa-Jeep bezeichnet wurde, waren neben Hotchkiss auch Lancia und Büssing in Konkurrenz zu dem zweiten Konsortium aus Saviem, Fiat und MAN beteiligt, doch das Projekt gelangte nicht über einen Prototyp hinaus und wurde 1976 eingestellt, als die französische Regierung ausstieg. Zudem entwickelte Hotchkiss-Brandt eine modifizierte Version der Eigenentwicklung Hotchkiss TT 6 als Schützenpanzer kurz für die deutsche Bundeswehr. Dieses Fahrzeug wurde von 1959 bis 1969 in Lizenz von Klöckner-Humboldt-Deutz in Mainz gebaut.
1966 fusionierte Hotchkiss-Brandt mit dem französischen Industriekonglomerat Thomson-Houston zur Compagnie Française Thomson-Houston-Hotchkiss-Brandt, das 1970/71 auch die Produktion aller Lastwagen einstellte. Zu Beginn 1970 verschwand der Name Hotchkiss und der Mischkonzern wurde in Thomson-Brandt umbenannt. 1982 wurde der Konzern verstaatlicht und erhielt den Namen Thomson. Die Mitglieder des Managements, die zuvor Armeeoffiziere gewesen waren, wechselten in den Ruhestand und wurden durch zivile Manager ersetzt. Thomson engagierte sich verstärkt in der Elektronik und reduzierte seine Abhängigkeit von Rüstungsaufträgen. 1996 wurde der Unternehmensbereich Rüstungsproduktion unter dem Namen Thomson-CSF reprivatisiert, während die Unterhaltungselektronik Thomson Multimedia erst 1999 als Thomson SA (firmiert ab 2010 als Technicolor) verkauft wurde.
Der Name Hotchkiss ist verbunden mit einer früher verbreiteten Form des Achsantriebs über eine Kardanwelle, dem Hotchkiss-System oder Hotchkiss drive. Die Kardanwelle hat zwei Gelenke, die Hinterachse wird nur von den Blattfedern geführt. Dies unterscheidet diese Bauart vom Panhard-System mit einem Gelenk, bei dem die Achse von einer Deichsel und einem Panhardstab geführt wird.